# 龍宗武
龍宗武（1542年—1609年），字身之，又字君扬，號澄源、澄原，江西吉安府泰和縣北竹里人，民籍，明朝政治人物。

## 生平
隆慶四年（1570年）庚午科江西鄉試第六名舉人。隆慶五年（1571年）辛未科三甲十四名進士。工部觀政，初授苏州府推官，萬曆元年（1573年）分校應天府乡试，升本府同知，三年升官太平府同知。張居正奪情視事，寧國諸生吳仕期意欲上書諫言，龍宗武聞訊阻撓，並將仕期下獄折磨而死。萬曆七年（1579年）稍升河南府知府，未赴任，八年正月以考察復謫黄州府通判，曾代理黄冈知县事。九年升湖广辰沅兵备佥事，以處置五開衛之功，萬曆十年五月升右參議兼理學政如故。張居正死後，仕期之妻訴訟其冤，龍宗武已升湖廣參議，因此落職，遣戍廣東合浦。充軍二十年後被释放歸乡，萬曆三十七年卒，年六十有八。

## 家族
曾祖父龍孔時；祖父龍公寬；父龍天爵，號東溪，贈奉政大夫。嫡母嚴氏；生母王氏。永感下。兄孝卿、國卿。弟宗尚。二子：嘉柱、嘉橖。